# Günter Fronius
Günter Kurt Fronius (* 11. November 1907 in Hermannstadt, Siebenbürgen; † 21. Juli 2015) war ein
rumänischdeutsch-österreichischer Unternehmer, Erfinder und Gründer der Firma Fronius International.

## Leben
Fronius war der Sohn eines Müllermeisters und Siebenbürger Sachse. Er besuchte das Gymnasium Schäßburg, absolvierte eine Elektrikerlehre und an der Technischen Hochschule Breslau ein Ingenieurstudium. Zu Kriegsende flüchtete er aus seinem Heimatland eigentlich mit dem Ziel Kanada, doch kam im Mai 1945 in die Marktgemeinde Pettenbach (Oberösterreich), reparierte ein kaputtes Wasserkraftwerk an der Alm und durfte zum Dank in einer Garage auf dem Anwesen des Stromlieferanten arbeiten. Zuerst wurde in einer Garage im außerhalb des Ortes gelegenen „Gasthof Ranklleiten“ gewerkt. Dort gründete er im Juni 1945 mit seiner Frau das Unternehmen Fronius Elektrobau für elektrotechnische Apparate. Zu Beginn wurden Radios repariert.
Ein Jahr später, 1946 erwarb er ganz in der Nähe eine Baracke mit rund 100 m² Grundfläche, und begann dort als einer der ersten Elektriker in Oberösterreich mit der Produktion und Reparatur von Batterieladegeräten. Später, bereits mit 15 Mitarbeitern entwickelte der Betrieb den ersten Schweißgleichrichter in Österreich, vermutlich auch in Europa, mit Magnet-Joch-Regelung.
In den 1980er Jahren übernahmen seine zwei Kinder das Unternehmen. Er selbst ging noch mit einem Alter von über 100 Jahren „täglich“ in die Werkskantine essen. Das international tätige Unternehmen mit hoher Exportquote entwickelte in der Folge leichtere Schweissinverter und Solarstromelektronik.
Fronius blieb seiner rumänischen Heimat verbunden. Er malte und spielte Klavier, Geige und Gitarre und holte während der Sommerferien immer wieder Jugendliche aus Siebenbürgen nach Thalheim bei Wels.
Fronius war zuletzt der älteste namentlich bekannte österreichische Mann. Er wurde 107 Jahre alt.

## Ehrungen
Von Bundeskanzler Viktor Klima wurde ihm der Berufstitel Kommerzialrat verliehen und die Gemeinde Pettenbach ernannte ihn zum Ehrenbürger. 2007 wurde ihm von Landeshauptmann Josef Pühringer die Julius-Raab-Medaille, die höchste Auszeichnung des Wirtschaftsbundes, überreicht. Pühringer gratulierte ihm – dem ältesten Oberösterreicher – zum 106. Geburtstag, würdigte ihn als „tatkräftigen Baumeister des Wirtschaftsraumes Oberösterreich“ und lobte sein Engagement für die Heimatvertriebenen.